# كريستيان شالر
كريستيان شالر (بالألمانية: Christian Schaller)‏ هو عالم عقيدة ألماني، ولد في 1967 في ميونخ في ألمانيا.